# Klemens Wenzel Lothar von Metternich
Herceg és gróf Klemens Wenzel Nepomuk Lothar von Metternich-Winneburg zu Beilstein (Koblenz, 1773. május 15. – Bécs, 1859. június 11.) osztrák államférfi, kancellársága idején a Habsburg Birodalom gyakorlati irányítója, egyben a monarchia rendjének talán legelszántabb és egyben leghatékonyabb védelmezője. A 19. század egyik legbefolyásosabb diplomatája. A konzervativizmusnak – korát messze megelőző szellemű – egyik megalapozója, teoretikusa, és egyúttal sikeres gyakorlati politikusa.

## Élete
Koblenzben született mint gróf Metternich (Graf von Metternich). Apja, Franz George Karl von Metternich-Winneburge zu Beilstein gróf diplomata volt, aki a Trieri Választófejedelemség szolgálatából állt át a bécsi udvarhoz; anyja Maria Beatrice Aloisia von Kagenegg grófnő volt. Metternich születésekor apja a három rajnai választófejedelemnél volt nagykövet, és a fiúra nagy hatással volt a kis német királyi udvarokra jellemző szellemi élet, mely a forradalom előtti Franciaország hatása alatt állt.
1788-ban Metternich a Straßburgi Egyetemre ment, de két évvel később, a francia forradalom kitörésének hírére abbahagyta tanulmányait. 1790-ben a vesztfáliai grófok katolikus csoportjának ceremóniamestere volt II. Lipót német-római császár koronázásán Frankfurtban. 1792-ben ugyanezt megtette II. Ferenc koronázásán. Ezután az osztrák miniszter hollandiai kancelláriáján kezdett dolgozni.
Hosszabb angliai tartózkodás után Bécsbe ment, ahol 1795. szeptember 27-én feleségül vette Eleonore von Kaunitz grófnőt, a híres Kaunitz gróf, osztrák kancellár unokáját. Ezzel bekerült a bécsi arisztokrácia legmagasabb köreibe. 1797 decemberében a vesztfáliai grófok követükké választották a rastatti kongresszusra. 1799-ig töltötte be ezt a pozíciót. 1801 januárjában kinevezték a szász választófejedelmi udvarhoz delegált osztrák követté. Így sok fontos orosz és lengyel családdal megismerkedett. 1803 novemberében nagykövetként Berlinbe nevezték ki, ahol úgy megkedveltette magát a francia követtel, hogy Napóleon kérésére őt nevezték ki párizsi nagykövetté. 1806 augusztusában költözött Párizsba. Innentől fontos szerepet játszott a francia udvarban és a párizsi társasági életben, és gyors ütemben nőtt befolyása az európai politikára.
1809-ben azonban háború tört ki Franciaország és Ausztria között. Metternichet letartóztatták megtorlásként, amiért Ausztria foglyul ejtette a francia nagykövetség két alkalmazottját Magyarországon. Júniusban Napóleon elfoglalta Bécset, Metternichet onnantól Bécsben tartották fogságban, mígnem júliusban a francia diplomatákért cserébe szabadon engedték. Július 8-án ő lépett Johann Philip Stadion helyébe államügyi miniszterként. Bár október 8-án kinevezték külügyminiszterré, nem volt jelen az altenburgi béketárgyaláson, ahol a császár 1809. október 14-én aláírta a schönbrunni békeszerződést.

### Családja
Metternich háromszor nősült. Feleségeitől összesen 14 gyermeke született, ezenkívül volt még egy törvénytelen leánya is. Első feleségének, Maria Eleonore von Kaunitz-Rietberg grófnőnek tőle nyolc gyermeke született:
- Maria Leopoldina (1797–1820), aki gróf galántai Esterházy Józsefhez (1791–1847) ment feleségül.
- Franz Karl Johann Georg (1798–1799)
- Clemens Eduard (*/† 1799)
- Franz Karl Viktor Ernst Lothar Clemens Joseph Anton Adam (1803–1829)
- Clementine Marie Octavie (1804–1820)
- Maria Antonia (1806–1829)
- Leontine Adelheid Maria Pauline (1811–1861), aki gróf szlavnicai és bajnai Sándor Mórichoz (1805–1878) ment feleségül.
- Hermine Gabriele Henrietta Marie Eleonore Leopoldine (1815–1890)

Második neje, Maria Antonia von Leykam grófnő egyetlen gyermeket szült neki:
- Richard Clemens Josef Lothar Hermannt (1829–1895), aki gróf szlavnicai és bajnai Sándor Paulina Klementina Mária Walburgát (1836–1921) vette feleségül.

Harmadik felesége, gróf zicsi és vázsonykői Zichy-Ferraris Melánia újabb öt gyermekkel ajándékozta meg:
- Melanie Marie Pauline Alexandrine (1832–1919), aki gróf zicsi és vázsonykői Zichy Józsefhez (1814–1897) ment feleségül.
- Clemens (*/† 1833)
- Paul Clemens Lothar (1834–1906), aki gróf zicsi és vázsonykői Zichy Melániát (1843–1925) vette feleségül.
- Maria Emilia Stephania (*/† 1836)
- Lothar Stephan August Clemens Maria (1837–1904), akinek első felesége: Karoline Anna Rosalie Johanna Reittner (1868–1899); második felesége: Františka Mittrowsky von Mittrowitz (1846–1918) lett.

Törvénytelen gyermekének anyja Jekatyerina Pavlovna Bagratyion hercegné, született Szkavronszkaja grófnő volt, Petre Bagrationi grúz herceg és orosz cári tábornok felesége:
- Marie-Clementine Bagration (1810–1829), aki Otto Lensgraf Bloméhoz (1795–1884) ment feleségül.

### Miniszterként
Ausztria a schönbrunni szerződés folyományaként másodrendű hatalommá vált, veszélyes és bonyolult helyzetbe került, és Metternich ennek tudatában volt. Első céljául azt tűzte ki, hogy időt nyerjen, és hogy eltávolítsa egymástól Napóleont és az orosz cárt. Az egykori ellenség, Franciaország tűnt számára a legjobb szövetségesnek, de úgy akarta megnyerni őket, hogy nem tesz nagy engedményeket. Kapóra jött, hogy Napóleon megkérte Ferenc császár legidősebb leányának, Mária Ludovika főhercegnőnek kezét. Metternich elkísérte a menyasszonyt Párizsba. 1810. március 13-án értek oda, április 1-jén megtartották az esküvőt, a főhercegnő Mária Lujza néven Franciaország császárnéja lett. Az engedmények, amelyeket Metternichnek sikerült elérnie, nem voltak túl nagyok, de Ausztria visszanyerte mozgásszabadságát.
Október 10-én éppen időben ért vissza Ausztriába ahhoz, hogy megakadályozza az oroszpártiakat abban, hogy meggyőzzék a császárt, hogy Oroszországgal szövetkezzen. Metternich rávette a császárt, hogy egyik nagyhatalmat se segítse fegyverrel. A francia–orosz háború kitörése miatt ezt egyre nehezebb volt betartani. Metternich ügyesen lavírozott a szemben álló felek közt: bár 1813. március 14-én szövetséget kötött Napóleonnal, és bizonyos engedményekért cserébe katonai támogatást ígért, ugyanakkor az orosz cárt arról értesítette, hogy Ausztria hadereje csak a védekezésben játszik szerepet, és régi szövetségük felújításának esélyét is megcsillantotta.
Amikor Napóleon vereséget szenvedett az oroszországi hadjáratban, Metternich felbontotta az osztrák–francia szövetséget, és Ausztria újra semleges lett, majd a közvetítő szerepébe került. Amikor Metternich június 26-án meglátogatta Napóleont Drezdában, megpróbálta helyreállítani a békét a három ország közt, de Napóleont már csak az érdekelte, hogy meghódítsa Ausztriát, és azt mondta: „Bécsben majd találkozunk.” Metternichnek ezután meg kellett védenie Ausztriát; az ezt követő háborúban főként az kötötte le, hogy gondoskodjék arról, hogy sem Oroszország, sem Poroszország ne erősödjék meg túlságosan. Emiatt kénytelen volt szándéka ellenére támogatni a Bourbon-restaurációt, a német államok szövetségét azonban meg tudta akadályozni, és az orosz befolyástól való félelmet is sikerült mérsékelnie, tevékenysége nyomán ugyanis kialakult az a folyamat, hogy Európa nagyhatalmai megbeszélik egymással a nemzetközi érdeklődésre számot tartó eseményeket.

### A Napóleon utáni Európában
Metternich április 10-én érkezett Párizsba, tíz nappal azután, hogy a szövetségesek elfoglalták a várost. Elismertsége elérte tetőpontját. 1813. október 20-án birodalmi hercegi rangra (Fürst von Metternich) emelték, és ugyanekkor megkapta a daruvári grófságot. Március 30-án aláírta a párizsi békét. Július 18-án már ismét Bécsben volt, ahol ősszel összeült a bécsi kongresszus, amelyen ő képviselte a Habsburg Birodalmat. Nagy sikert aratott diplomáciájával és megnyerő modorával, valamint azzal a könnyed és sokoldalú hozzáértéssel, mellyel a bonyolult diplomáciai kérdéseket kezelte. Sikerült kedvére való megegyezésre jutnia a németekkel és az oroszokkal. Élete hátralévő éveit nagyrészt azzal töltötte, hogy igyekezett állandósítani a közreműködésével létrejött helyzetet. Ebben kulcsfontosságúnak bizonyult az, hogy megakadályozza az 1830-as évek forradalmait, amelyek, úgy tűnt, veszélyeztetik Európa stabilitását.
Az 1833-as berlini egyezség Metternich diplomáciájának újabb diadala lett, ez volt azonban a herceg utolsó beavatkozása az európai politikába; az általa kialakított rendszer már a végét járta. A belügyekben nem volt teljesen az az elkötelezett konzervatív, aminek gyakran tartják: túl intelligens volt ahhoz, hogy ne vegye észre az osztrák kormány visszaéléseit és szívesen változtatott volna ezen. Azon munkálkodott, hogy a birodalom különféle népei egyenlő jogokat élvezhessenek, még egy olyan országgyűlés kialakítását is felvetette, melyben az egyes népcsoportok arányosan képviseltetnék magukat. A 19. század első felében Ausztria konzervatív törekvéseinek hátterében I. Ferenc császár állt. Maga Metternich többször is liberálisnak vallotta és valószínűleg annak is hitte magát. Nem volt azonban meg a képessége ahhoz, hogy végrehajtsa a reformokat, amelyeket szükségesnek tartott, és bár éveken át Ausztria kancellárjaként tevékenykedett, a belpolitika nem tartozott elsődleges érdeklődési körébe.

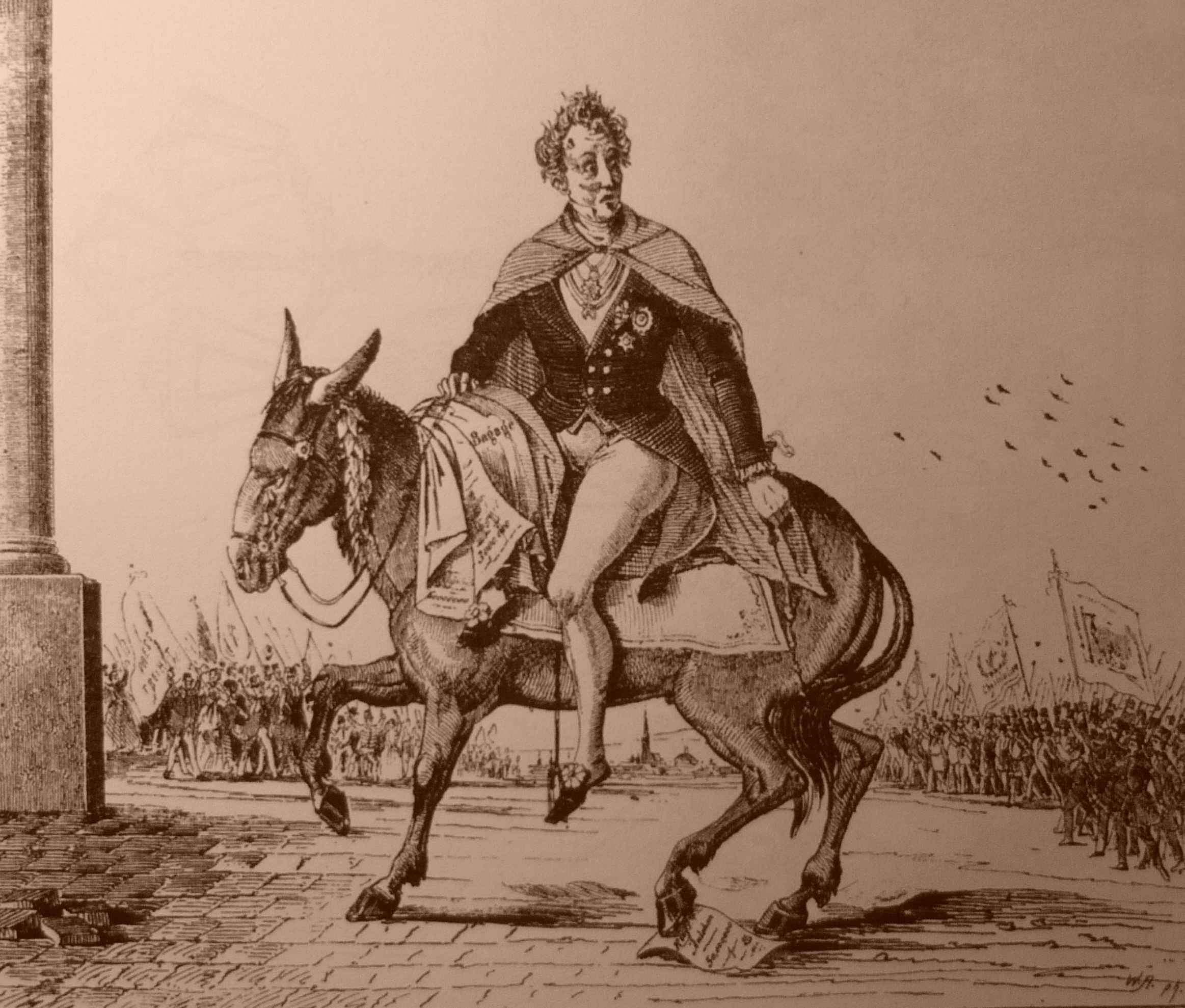
Metternich futása, korabeli gúnyrajz

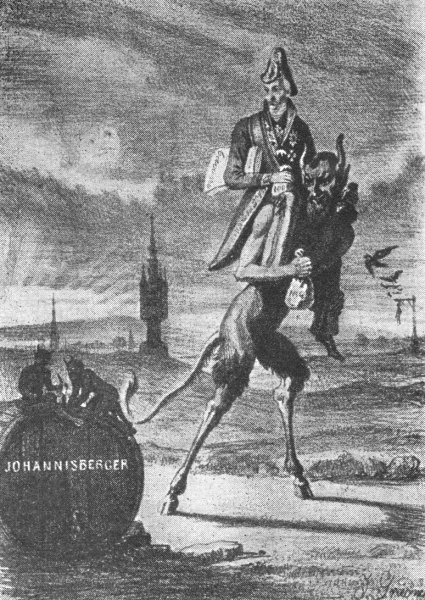
Metternich futása, korabeli gúnyrajz. Metternich kancellár lefizeti az ördögöt

### Lemondása
Az 1848-as forradalmak karrierjének a végét jelentették. A bécsi tömeg a lemondását követelve tüntetett kabinetje előtt. A császár 1848. március 18-án fogadta el Metternich lemondását, a herceg pedig ezek után családjával Angliába költözött. Itt visszavonultan éltek Brightonban és Londonban. Metternich 1849 októberében Brüsszelbe ment, 1851 májusában johannisbergi birtokára (Geisenheim), szeptemberben pedig visszatért Bécsbe, ahol 1859. június 11-én elhunyt.

## Emlékezete
Metternich már életében megosztotta a közvéleményt, voltak, akik a diplomácia mesterének tartották, voltak, akik az elnyomás megtestesítőjeként tekintettek rá. A demokrácia terjedése óta különösen ez utóbbi álláspont népszerű, különösen a liberális szemléletű történészek körében. Metternich mestere volt a diplomáciának. Írásai ékesszólóak és gyakran terjengősek, a szavak megválasztása azonban gyakran józan számítások eredménye volt. Az utána jövő nemzedékekből sokan csodálták; Henry Kissinger is alaposan tanulmányozta, és Ph.D. disszertációjának (megjelent 1957-ben) A World Restored: Metternich, Castlereagh and the Problems of the Peace 1812-1822 – Helyreállított világ: Metternich, Castlereagh és a béke problémái, 1812–1822) témájául a waterlooi csata utáni európai hatalmi egyensúlyra törekvő egyezkedéseket választotta, és dicsérte Metternichet a roskadozó osztrák birodalom összetartásában játszott szerepéért.